# Euepicrius femuralis
Euepicrius femuralis är en spindeldjursart som beskrevs av Wolfgang Karg 1993. Euepicrius femuralis ingår i släktet Euepicrius och familjen Ologamasidae. Inga underarter finns listade i Catalogue of Life.